# Bezaha
Bezaha is een plaats en commune in het zuiden van Madagaskar, behorend tot het district Betioky Sud, dat gelegen is in de regio Atsimo-Andrefana. Tijdens een volkstelling in 2001 telde de plaats 18.835 inwoners.
In de buurt van de plaats is een lokaal vliegveld. De plaats biedt naast lager onderwijs ook middelbaar onderwijs aan voor jongeren en ouderen. Verder heeft de plaats ook een ziekenhuis. 45% van de bevolking werkt als landbouwer en 45% houdt zich bezig met veeteelt. Het belangrijkste landbouwproduct is rijst; andere belangrijke producten zijn bonen, maniok en zoete aardappelen. Verder is 10% actief in de dienstensector.